# Алберингс, Артур
Артур Алберингс (латыш. Arturs Alberings; род. 26 декабря 1876 года, Руйиена — 26 апреля 1934 года, Рига) — латвийский государственный и политический деятель, премьер-министр Латвии (1926 г.). Один из основателей Латышского крестьянского союза. Депутат 1, 2 и 3-го Сейма Латвии. Участвовал в собрании Сатверсме. Был министром финансов и сельского хозяйства. Директор Астраханской сельско и рыбно хозяйственной школы.